# 馬登島
77°27′S 149°3′W / 77.450°S 149.050°W
馬登島（英語：Madden Island）是南極洲的島嶼，位於瑪麗伯德地，處於穆迪島和格賴恩德島之間，屬於馬歇爾群島的一部分，長7公里，美國地質調查局根據美國海軍拍攝的空中照片繪入地圖，現時由南極條約體系管理。